# Ellie Mannette
Elliot « Ellie » Mannette, né le 5 novembre 1927 à Sans Souci et mort le 29 août 2018, est un musicien trinidadien spécialiste du steel pan.
De la génération des pionniers, il a été particulièrement influent et est à l’origine de nombreuses innovations.